# 堵国成
堵国成，江南大学副校长，中共党员，中国教育部长江学者特聘教授、国务院政府特殊津贴专家，主要从事微生物代谢工程、发酵过程优化与控制、酶工程与技术等领域的研究。承担并完成包括国家“十三五”重点专项等多个重点项目。